# Нейтральні (народ)

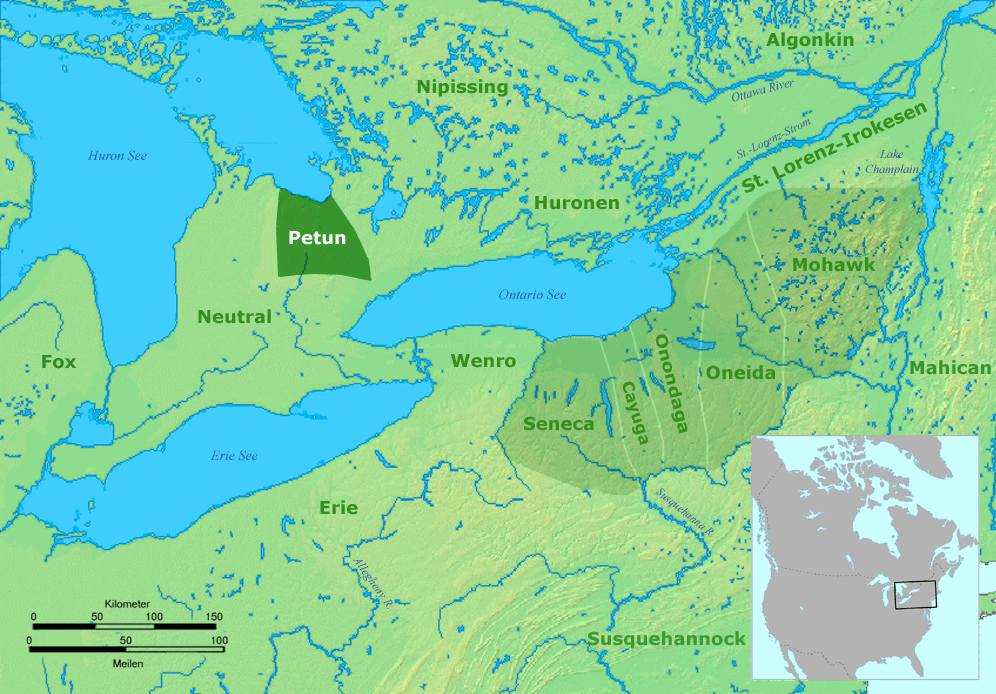
Територія розселення

Нейтральні (англ. Neutral Nation, фр. les Neutres), самоназва - чоннонтон, "люди оленів", також відомі під назвою аттавандарон (Attawandaron) - союз племен, що говорив мовою ірокезької сім'ї, що існував до середини XVII століття біля берегів озер Онтаріо та Ері.

## Назва
Французи назвали це плем'я «нейтральні» (фр. les Neutres) тому, що їм тривалий час вдавалося зберігати нейтралітет у напружених стосунках між гуронами та ірокезами. Найбільш правдоподібною причиною нейтральності є наявність на їхній території, на східному березі озера Ері, великих покладів кременю.  Однак, як тільки сусідні племена почали отримувати від європейців вогнепальну зброю, вплив нейтральних було зведено нанівець.